# Рокпорт (Техас)
Рокпорт (англ. Rockport) — місто (англ. city) в США, адміністративний центр округу Аранзас штату Техас. Населення — 10 070 осіб (2020).
Місто відоме можливостями пляжного відпочинку (іноді його називають Техаською Рів'єрою) та спостереження за птахами — зокрема, за розташованими недалеко містами гніздування американського журавля.

## Географія
Рокпорт розташований за координатами 28°2′51″ пн. ш. 97°3′2″ зх. д. / 28.04750° пн. ш. 97.05056° зх. д. (28.047475, -97.050596).  За даними Бюро перепису населення США в 2010 році місто мало площу 38,88 км², з яких 27,66 км² — суходіл та 11,21 км² — водойми. В 2017 році площа становила 47,90 км², з яких 36,14 км² — суходіл та 11,76 км² — водойми.

## Демографія
Згідно з переписом 2010 року, у місті мешкало 8766 осіб у 3809 домогосподарствах у складі 2453 родин. Густота населення становила 225 осіб/км².  Було 5921 помешкання (152/км²).
Расовий склад населення:
| - 88,7 % — білих - 2,4 % — азіатів - 1,5 % — чорних або афроамериканців - 0,7 % — корінних американців - 0,1 % — вихідців з тихоокеанських островів - 4,7 % — осіб інших рас |

До двох чи більше рас належало 2,0 %. Частка іспаномовних становила 20,8 % від усіх жителів.
За віковим діапазоном населення розподілялося таким чином: 17,9 % — особи молодші 18 років, 53,8 % — особи у віці 18—64 років, 28,3 % — особи у віці 65 років та старші. Медіана віку мешканця становила 50,6 року. На 100 осіб жіночої статі у місті припадало 93,3 чоловіків;  на 100 жінок у віці від 18 років та старших — 90,1 чоловіків також старших 18 років.
Середній дохід на одне домашнє господарство  становив 64 902 долари США (медіана — 47 865), а середній дохід на одну сім'ю — 75 274 долари (медіана — 59 098). Медіана доходів становила 40 296 доларів для чоловіків та 27 244 долари для жінок. За межею бідності перебувало 20,7 % осіб, у тому числі 39,0 % дітей у віці до 18 років та 5,2 % осіб у віці 65 років та старших.
Цивільне працевлаштоване населення становило 4002 особи. Основні галузі зайнятості: освіта, охорона здоров'я та соціальна допомога — 22,2 %, роздрібна торгівля — 18,3 %, будівництво — 12,4 %, мистецтво, розваги та відпочинок — 12,1 %.